# Sury-en-Vaux

Sury-en-Vaux este o comună în departamentul Cher, Franța. În 1 ianuarie 2022 avea o populație de 685 de locuitori.